# Gambler
Gambler is een historisch Amerikaans merk van motorfietsen.
De bedrijfsnaam was: Gambler Motorcycle Co., Hendersonville (Tennessee).
Dit was een Amerikaans bedrijf dat in de jaren nul van de 21e eeuw motorfietsen bouwde op basis van verschillende Amerikaanse V-twin-blokken. Men had wel bepaalde modellen, maar die werden gemodificeerd naar wensen van de klant.